# Anthyllis
Anthyllis es un género de plantas con flores con 215 especies descritas y de estas, solo 35 aceptadas, perteneciente a la familia Fabaceae.
Este género incluye tanto especies herbáceas y arbustivas que se distribuye en Europa, el Oriente Medio y Norte de África. La más difundida y conocida especie es A. vulneraria.

## Taxonomía
El género fue descrito por Carlos Linneo y publicado en Species Plantarum 2: 719–721. 1753. La especie tipo es: Anthyllis vulneraria L.
Etimología
Anthyllis: nombre genérico que proviene del griego antiguo anthyllís = "planta florida"; anthýllion = "florecilla"; de anthos = "flor"). El género fue establecido por Rivinus y revalidado por Linneo para plantas que nada tienen que ver con las dichas; aunque ya Dodonaeus y Lobelius incluían entre sus Anthyllis plantas de las que hoy llamamos así.

## Especies aceptadas
A continuación se brinda un listado de las especies del género Anthyllis aceptadas hasta julio de 2014, ordenadas alfabéticamente. Para cada una se indica el nombre binomial seguido del autor, abreviado según las convenciones y usos.	
- Anthyllis aegaea Turrill
- Anthyllis alpestris (Schult.) Kit.
- Anthyllis aurea Welden
- Anthyllis baltica Klotzsch
- Anthyllis barba-jovis L.
- Anthyllis carpatica Pantol.
- Anthyllis coccinea (L.) Beck
- Anthyllis cornicina L.
- Anthyllis cytisoides L.
- Anthyllis fennica (Jalas) Akulova
- Anthyllis hamosa Desf.
- Anthyllis hegetschweileri (Hegetschweiler-Bodmer) Brügger
- Anthyllis henoniana Coss.
- Anthyllis hermanniae L.
- Anthyllis hispidissima (Sagorski) W. Becker
- Anthyllis hystrix (Barcelo) Cardona & al.
- Anthyllis lagascana Benedi
- Anthyllis langei (Jalas) G. H. Loos
- Anthyllis lemanniana Lowe
- Anthyllis lotoides L.
- Anthyllis maritima Scweig.
- Anthyllis montana L.
- Anthyllis onobrychoides Cav.
- Anthyllis pallidiflora (Jord. ex Sagorski) Prain
- Anthyllis polycephala Desf.
- Anthyllis polyphylloides Juz.
- Anthyllis ramburii Boiss.
- Anthyllis rupestris Coss.
- Anthyllis tejedensis Boiss.
- Anthyllis terniflora (Lag.) Pau
- Anthyllis variegata Grossh.
- Anthyllis vulneraria L.
- Anthyllis vulnerarioides (All.) Bonjean ex Rchb.
- Anthyllis warnieri Emb.
- Anthyllis webbiana Hook.